# Fragsburg

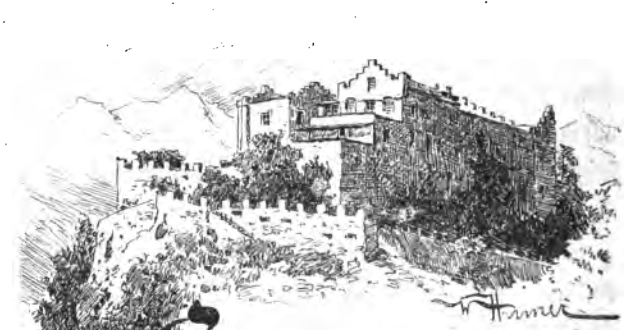
Zeichnung von Wilhelm Humer, um 1894

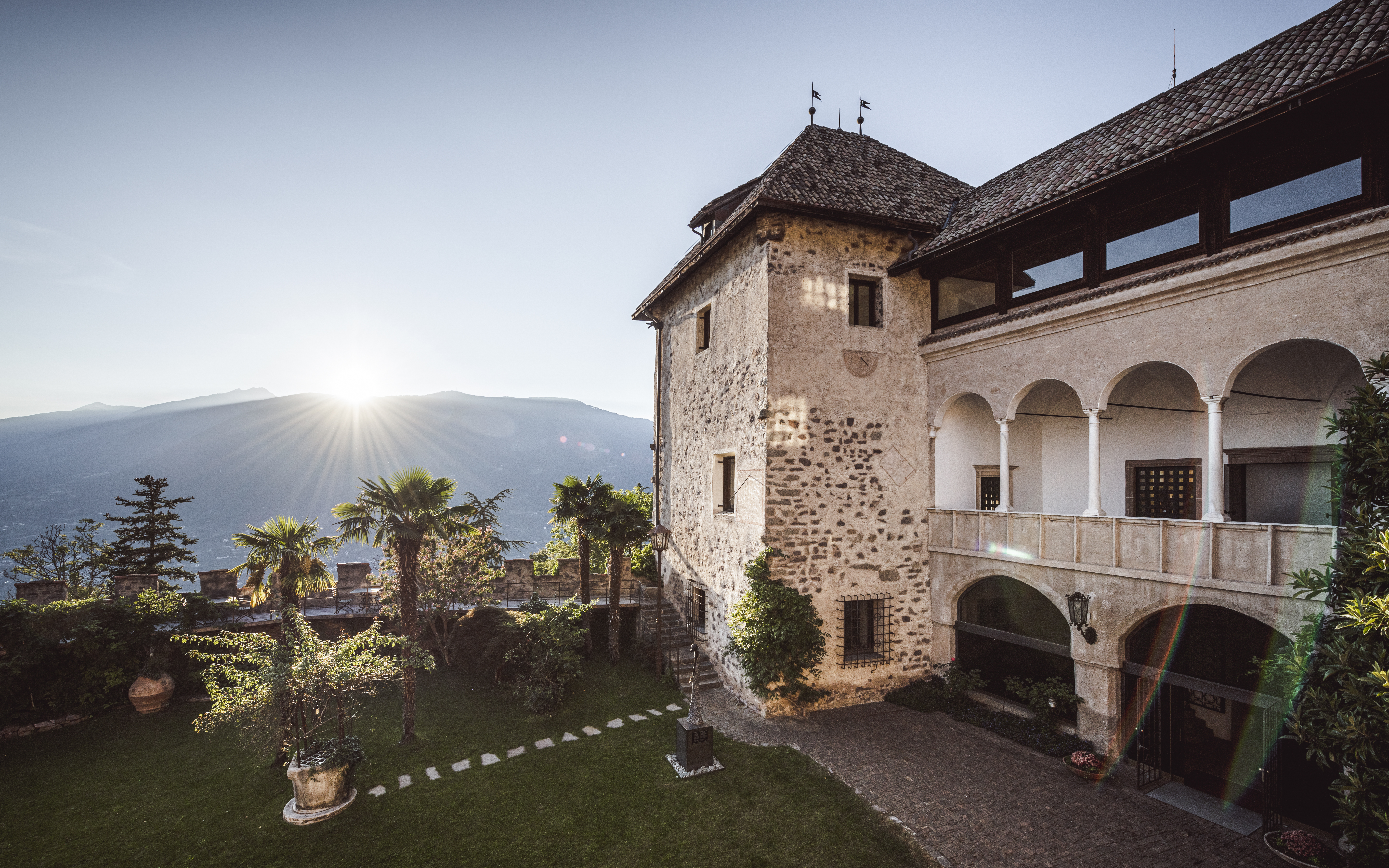
Castel Fragsburg Paternum, das mittelalterliche Schloss aus dem 14. Jahrhundert

Die Fragsburg bei Meran in Südtirol liegt auf über 800 Metern Höhe und etwa 500 Meter über dem Meraner Talkessel. Die höchste Burg Merans befindet sich an den zum Etschtal abfallenden Hängen des Tschögglbergs in der Örtlichkeit Freiberg etwas oberhalb von Burg Katzenstein.

## Geschichte
Die Höhenburg befindet sich an einer wahrscheinlich bereits in prähistorischer Zeit besiedelten Stelle.
Urkundlich wurde das Anwesen erst im 14. Jahrhundert: Zu Beginn des Jahrhunderts soll ein gewisser Jenl den Hof Tifrags im Besitz gehabt haben. Nachdem am 16. Dezember 1349 der Hof ober Tifrags einem Hermann von Hafling durch den Vorsteher der St. Nikolauskirche und Prokurator des St. Claraklosters verliehen wurde, übergab 1351 der Meraner Burggraf Konrad von Schenna den Hof dem damaligen Prokurator Ambach.
Als Burg wurde das Anwesen in der 2. Hälfte des 14. Jahrhunderts durch Otto von Auer (Burg Auer bei Dorf Tirol) erbaut. Er und seine Gemahlin erhielten 1357, nach anderen Angaben schon 1356, vom oberbayerischen Herzog und Markgrafen Ludwig dem Brandenburger den Hof auf der Tyfrags samt Berg als Lehen mit der Genehmigung, darauf eine Burg zu erbauen. Ludwig selbst hatte ihn vom Klarissenkloster am Anger in München erworben. Die danach erbaute Burg verblieb mit kleinen Unterbrechungen bis zum Aussterben der Adelsfamilie mit Heinrich von Auer 1479 in deren Besitz. 1376 errichtete Hans von Auer auf der Fragsburg das Heilig-Kreuz-Benefizium und stattete es mit Besitz in Hafling, Hagen (in Untermais), Obermais, Zenoberg und Algund aus. Da die Fragsburg auf dem Gebiet der Pfarre Mais liegt, holte er hierzu die Bewilligung von Stift Stams ein, dem der kirchliche Sprengel seit 1273 inkorporiert war.
Die Stiftung wurde vom Herzog Leopold II. zu Bozen am 12. Jänner 1376 bestätigt. Mit seinem Tod 1394 kam es wegen des Nachlasses zum Streit seiner Schwiegersöhne Hermann von Liebenbergs und Sigmund von Villanders. Durch Richterspruch musste Hermann die halbe Fragsburg an Sigmund abtreten. 1414 wurde die Burg von den eigenen Verwandten, den Auer auf Labers, belagert.
Während der Starkenberger Fehde 1422 fiel die Burg an den Tiroler Landesfürsten.
Für 1469 wird eine kurzzeitige Belehnung, möglicherweise auch nur Verpfändung, der Fragsburg an einen Christoph Botsch genannt.
Nach 1479 wechselte die Burg mehrfach den Besitzer. Heinrich von Auer sendete das Lehen kurz vor seinem Tod zugunsten von Ritter Arnold von Niederthor auf. Damit folgten die von Niederthor in das Lehen nach, bis zu deren Aussterben mit Georg von Niederthor im Jahr 1556, der auf der Burg verstarb. Auf diesen folgte 1563 Balthasar Scheck von Niedermontan auch Balthasar Scheck von Goldrain, Regimentsrat, der das Lehen für 4400 Gulden erkaufte. Dessen Tochter Magdalena heiratete Hans Christian von Sarnthein. Von den beiden Söhnen Karl und Friedrich erbte wohl Friedrich die Fragsburg. Er wird ab 1586 als Besitzer genannt. Nur zwei Jahre später kaufte Christoph Bracken der Jüngere (auch Edler von Pracken, Prack zu Asch bzw. Prack von Asch  genannt) die Burg für seine Familie, derselbe wurde dann am 15. Mai 1592 in die Tiroler Adelsmatrikel eingetragen.  Der Besitz ging an seinen Vetter Matthias Philipp über, mit dessen Sohn Hildebrand Prack von Asch die Linie ausstarb.
Nachfolger waren 1616 die Herren von Mamming, eine reiche Kaufmannsfamilie, genannt Mamminger, 1564 mit der Aufnahme in die freie Reichsritterschaft geadelt; sie erwarben die Burg mit Hilleprand von Mamming (auch Hildebrand von Mammingen) im Jahr 1615 von den Edlen von Pracken. Dessen Söhne Rochus und Ferdinand waren Kammerrat und Truchses im Hof zu Innsbruck. Rochus und Ferdinands Sohn Benedikt erlangten 1672 die Reichsfreiherrenwürde und nannten sich nun Freiherren von Steinachsheim zu Fragsburg und Rabland im grünen Feld. Benedikt wurde 1695 in den Grafenstand erhoben und ließ vermutlich den Ansitz Steinachheim (auch Palais Mamming oder Palais Desfours) in Meran bauen, das heutige Stadtmuseum. Die von Mamming konnten 1805 oder 1813 die Burg als Allod erwerben und es bis 1830 halten. 1835 gelangte die Burg dann durch Kauf in den Besitz des österreichischen Opernsängers Julius Cornet (früher Kornett geschrieben), zum damaligen Zeitpunkt Braunschweiger Hofoperndirektor. Nach seinem Tod wurde der Besitz an einen Bauern verkauft. Von diesem erwarb es eine Baronin Bludowsky und später Graf Joseph von Trautmannsdorff. Vor 1894 kam Baron Erwin von Kettenburg in den Besitz der Burg. Um 1930 kam die Burg in bürgerlichen Privatbesitz.
Mit dem Kauf des Schlosses führte die Familie Ortner 2019 zusammen, was in seinen Ursprüngen zusammengehörte. Die Familie Ortner führt das Relais & Châteaux Castel Fragsburg nebenan. Es handelt sich um ein exklusives 5-Sterne Hotel mit lediglich 20 Suiten hoch über der Kurstadt Meran, welches ursprünglich im 17. Jahrhundert als Jagdschlösschen für die Inhaber der Burg erbaut wurde.
Heute ist das Schloss exklusiv für Hotelgäste des Hotels Castel Fragsburg besuchbar und es dient als Eventlocation für märchenhafte Hochzeiten, Feierlichkeiten, Meetings und Incentives. 

## Beschreibung
Die Anlage besteht aus einer großzügigen Kernburg mit Zwinger, Viereckturm und einem im 15. und 16. Jahrhundert erweiterten Palas sowie einer kleinen Vorburg mit erstem Burgtor, die eine Art Ehrenhof bildet.  Zu den Besonderheiten der Ausstattung zählen eine zweigeschossige Loggia, eine 1376 geweihte zweigeschossige Kapelle mit Rundbogenöffnungen und Marmorsäulen im Obergeschoss. Gratgewölbe und Türen mit weißer Marmorrahmung zu den eigentlichen Wohnräumen. Die Sturzbalken mit den Wappen der Familie Niederthor und den Jahreszahlen 1543, 1544 und 1546. Am Turm befand sich um 1930 eine Sonnenuhr mit Jahreszahl 1546.  Ein aufwändig holzgetäfelter Rittersaal in zentraler Lage diente als Speisesaal. Am Zwingertor mit Jahresinschrift 1547, das Tor der Vorburg weist zwei Wappen mit Inschrift des Jörg von Niederthor und der Jahreszahl 1551 auf.
Im 19. Jahrhundert war der Burgberg unbewaldet und die Burg mit ihrer zinnenbewehrten Burgmauer weithin sichtbar. Eine sehr schöne Darstellung der Burg, ihres Zustandes und des Lebens seiner Bewohner vermitteln die Reisebeschreibungen August Lewalds zu Beginn des zweiten Drittels des 19. Jahrhunderts. Das Buch selbst entstand auf der Burg, wie im Vorwort vermerkt.

## Sonstiges

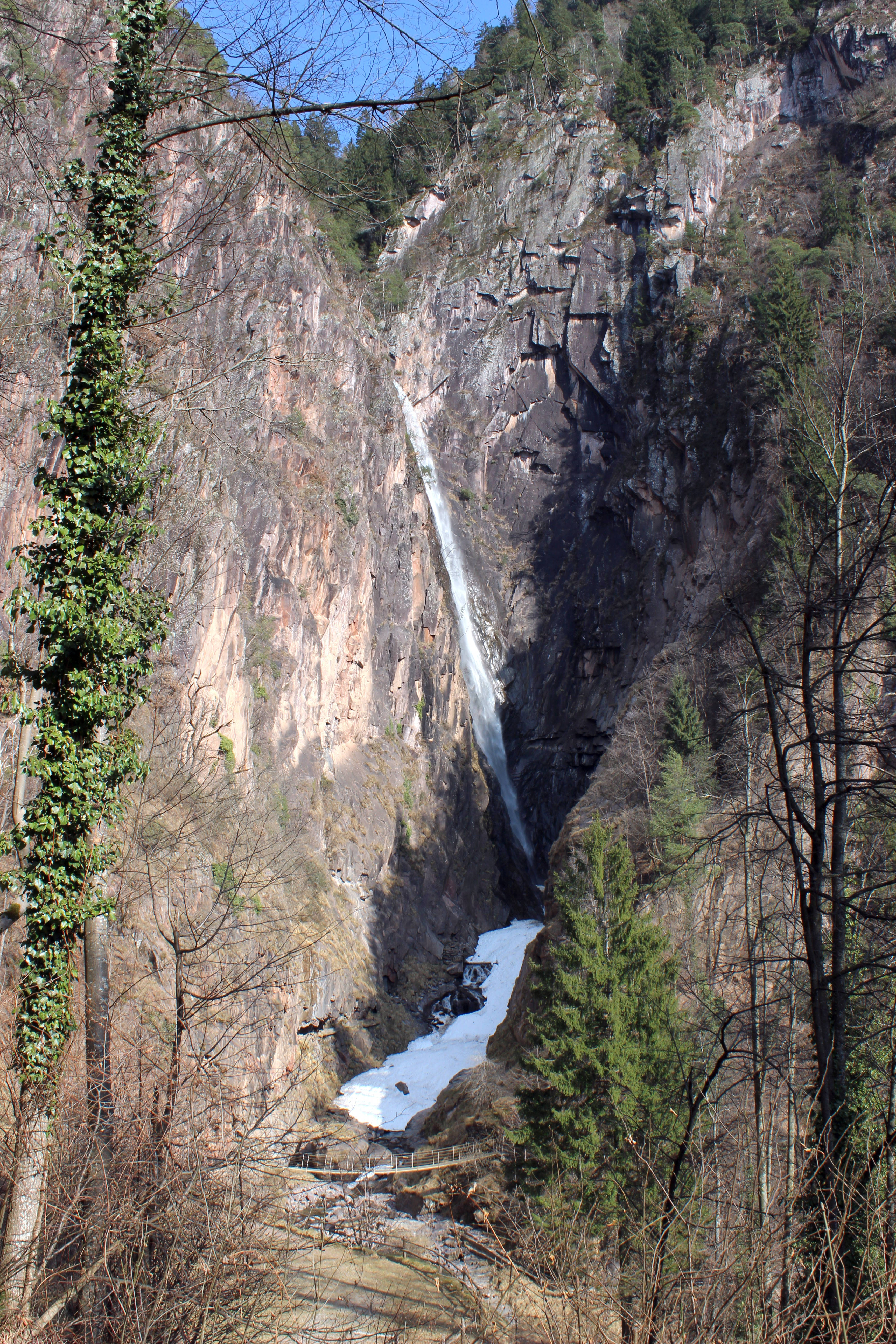
Der Fragsburger Wasserfall

Die Burg spielt in Felix Dahns Kreuzfahrerroman Die Kreuzfahrer: Erzählung aus dem dreizehnten Jahrhundert eine Rolle, in dem die Burg als Kunkellehen beschrieben wird.
Das Hotel Castel Fragsburg (auch Jagdschloss Fragsburg genannt) liegt südwestlich unterhalb der Burg und ist nicht mit dieser identisch.
Etwa 15 Minuten Fußweg von der Fragsburg entfernt befindet sich ein hydrologisches Naturdenkmal, der Wasserfall des Sinichbaches, auch Fragsburger Wasserfall genannt (siehe Liste der Naturdenkmäler in Meran).